# Kolor oczu
Kolor oczu – cecha wielogenowa, zależna przede wszystkim od ilości i typu pigmentów obecnych w tęczówce.
Ludzie i inne zwierzęta mają wiele możliwych fenotypów kolorów oczu. U ludzi są one zależne od zmiennych proporcji eumelaniny produkowanej przez melanocyty w tęczówce. Jasno zabarwione oczy wielu gatunków ptaków są w dużej mierze zdeterminowane przez inne pigmenty, takie jak pterydyny, puryny i karotenoidy.
Trzy główne elementy w obrębie tęczówki decydują o kolorze oczu: zawartość pigmentów (melaniny) nabłonka tęczówki, zawartość melaniny w zrębie tęczówki i zagęszczenie komórek zrębu tęczówki. Nabłonek tęczówki, oczu wszystkich barw, zawiera pigment eumelaninę. Warianty kolorów wśród różnych tęczówek są zazwyczaj zależne od zawartości melaniny w obrębie zrębu tęczówki. Gęstość komórek w obrębie zrębu decyduje, jak dużo światła jest pochłaniane przez zasadniczy pigment nabłonka.

## Kolory oczu w skali Martina
Skala Martina:
Ciemne:
- 1 – czarnobrązowe
- 2,3 – ciemnobrązowe
- 4 – brązowe (piwne)

Oczy przejściowe albo mieszane:
Ciemne-mieszane – brązowe z niewielką domieszką jasnego pigmentu.
- 5,6 – zielonawopiwne

Mieszane – mieszanka pigmentów przybiera postać mniej więcej
równomiernego rozmieszczenia barwników w tęczówce (głównie w postaci
plamek) albo jasnej tęczówki otoczonej grubą brązową obwódką. Przy
jaśniejszych odcieniach z niewielką domieszką brązowego pigmentu w
postaci niewielkich plamek lub wąskiej obwódki wokół źrenicy.
- 7 – zielone
- 8 – jasnozielone

Jasne:
- 9,10 – ciemnoszare
- 11,12 – jasnoszare
- 13 - ciemnoniebieskie
- 14,15 – niebieskie
- 16 – jasnoniebieskie

Niektórzy antropolodzy za odcienie mieszane uznają również kolory szare (9-12).

## Czynniki decydujące o kolorze oczu
Kolor oczu jest cechą dziedziczną, na którą wpływ ma więcej niż jeden gen. Są dwa główne geny i inne pomniejsze, które odpowiadają za ogromną liczbę możliwych kombinacji kolorów oczu. U ludzi znane są trzy loci, związane z kolorem oczu: EYCL1, EYCL2 oraz EYCL3. Geny te odpowiadają za trzy fenotypowe kolory oczu (brązowy, zielony i niebieski). Wszystkie trzy geny muszą określać ten sam kolor, aby kolor oczu był czysty; w przeciwnym wypadku otrzymamy kolor mieszany, np. piwny (brązowy + zielony), czy szary (niebieski + zielony). Kolor oczu zazwyczaj stabilizuje się około szóstego miesiąca życia.
W 2006 r. została przeanalizowana cząsteczkowa podstawa locus EYCL3. Badając grupę 3839 ludzi, naukowcy stwierdzili, że 74% wszystkich wariacji koloru oczu można wyjaśnić przez polimorfizmy pojedynczych nukleotydów (SNP) blisko genu OCA2. OCA2 był wcześniej znany z tego, że jeśli jest zmutowany, gen ten może powodować rodzaj albinizmu. Najnowsze badania wykazały, że SNP mają silny związek z niebieskimi i zielonymi oczami, jak i z liczbą piegów, pieprzyków, odcieniem włosów i skóry. Autorzy podejrzewają, że SNP w OCA2 mogą być sekwencją regulatorową i w ten sposób wpływają na ekspresję genu, co zmienia pigmentację.

## Klasyfikacja kolorów

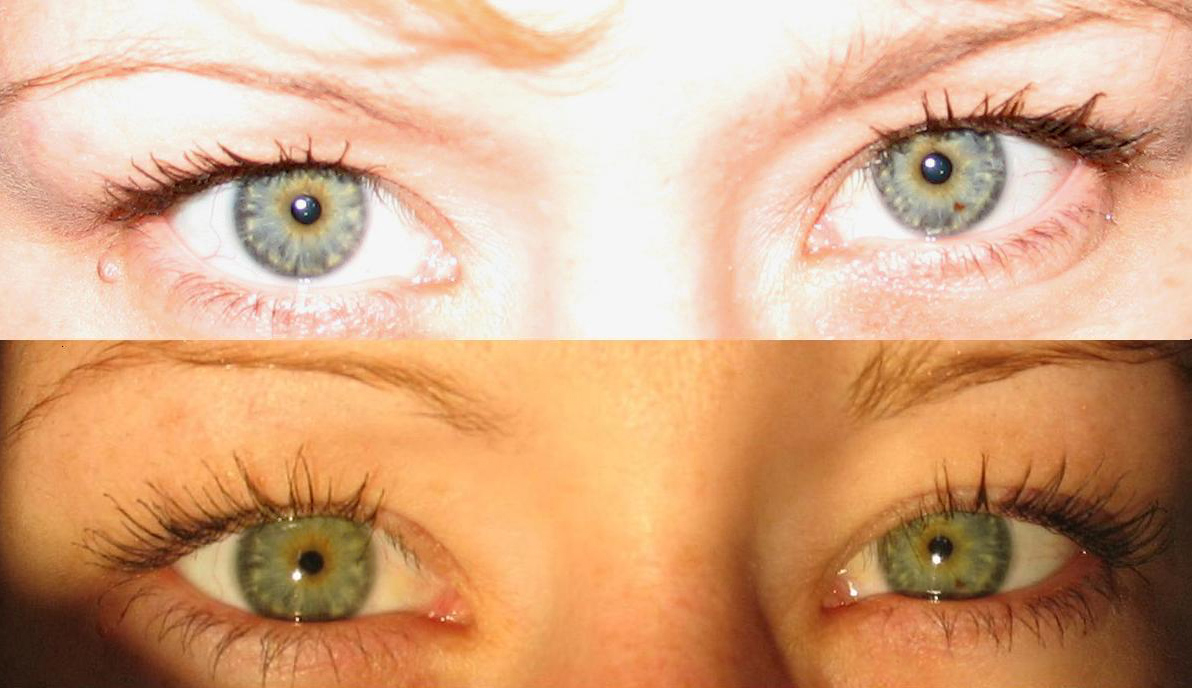
Postrzeganie koloru zależy od wielu czynników. To są te same oczy; jednak w zależności od oświetlenia i odcienia otoczenia, kolor oczu może wydawać się nieco różny

Kolor tęczówki może dostarczać wielu informacji o człowieku, a klasyfikacja różnych kolorów może być użyteczna przy dokumentacji patologicznych zmian, czy przewidywaniu, jak dana osoba zareaguje na różne środki farmaceutyczne oczu. Są różne systemy klasyfikacji: od opisujących oczy jako „jasne” lub „ciemne” po szczegółowo stopniowane odcienie, używające fotografii do ich porównywania. Inne próbują ustalić obiektywne standardy porównywania kolorów.
Tak jak postrzeganie koloru jest zależne od czynników, w obecności których kolor jest widziany (np. natężenie i rodzaj oświetlenia, jak i odcień otoczenia), tak samo zależne jest postrzeganie koloru oczu.
Kolor oczu istnieje w odmianach od najciemniejszych odcieni brązu do najjaśniejszych błękitu. Widząc potrzebę ustandaryzowania systemu klasyfikacji, który byłby prosty, a mimo to wystarczająco szczegółowy do badań, Seddon et al. opracowali stopniowy system oparty na dominującym kolorze tęczówki (brązowy, jasnobrązowy, zielony, szary i niebieski) i zawartości brązowego lub żółtego pigmentu. W postrzeganiu koloru oczu można wyróżnić trzy podstawowe barwy: brązową, żółtą i szarą, a ich proporcje określają barwę oka. Na przykład jasno-piwne oczy mają dużo żółtego i trochę brązowego barwnika, niebieskie mają bardzo mało żółtego pigmentu i nie zawierają wcale barwnika brązowego, zielone to oczy niebieskie z dość dużą ilością żółtego pigmentu. Szare oczy są szare, ponieważ mają niewiele żółtego i nikłe ilości brązowego pigmentu. Brązowe oczy są brązowe, ponieważ większość oka zawiera barwnik brązowy.

### Brązowe
U ludzi, brązowe oczy zawierają duże ilości eumelaniny w podścielisku tęczówki, co służy pochłanianiu światła, szczególnie o krótszej długości fal. Bardzo ciemnobrązowe tęczówki mogą wydawać się czarne. W języku angielskim jasnobrązowe lub złote oczy są czasami określane jako whiskey eyes (oczy koloru whiskey).
Brązowy jest kolorem dominującym i u wielu populacji jest (z rzadkimi wyjątkami) najczęściej spotykanym kolorem tęczówki.
Ludzie o pochodzeniu europejskim i pozaeuropejskim mają ogólnie ciemne oczy i większą różnorodność, jeśli chodzi o kolor oczu, w obrębie rodzin. Mieszkańcy Afryki, Azji i obu Ameryk mają brązowe oczy. Brązowe oczy są równie często spotykane w Europie, Oceanii i Ameryce Północnej, chociaż w obrębie niektórych populacji europejskich nie są dominującymi w równym stopniu. Kolor brązowy jest uważany za najbardziej dominujący na świecie.

### Ciemnobrązowe

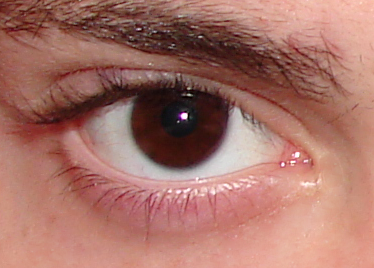
Ciemnobrązowe oko

Ciemnobrązowe oczy mają najwięcej melaniny.
Bardzo ciemnobrązowe tęczówki mogą się wydawać czarne.

### Piwne

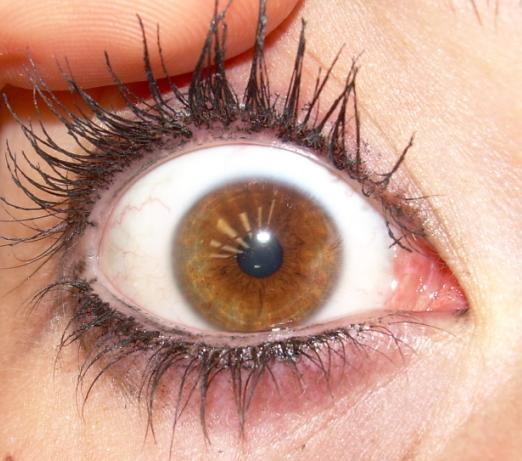
Piwne oko

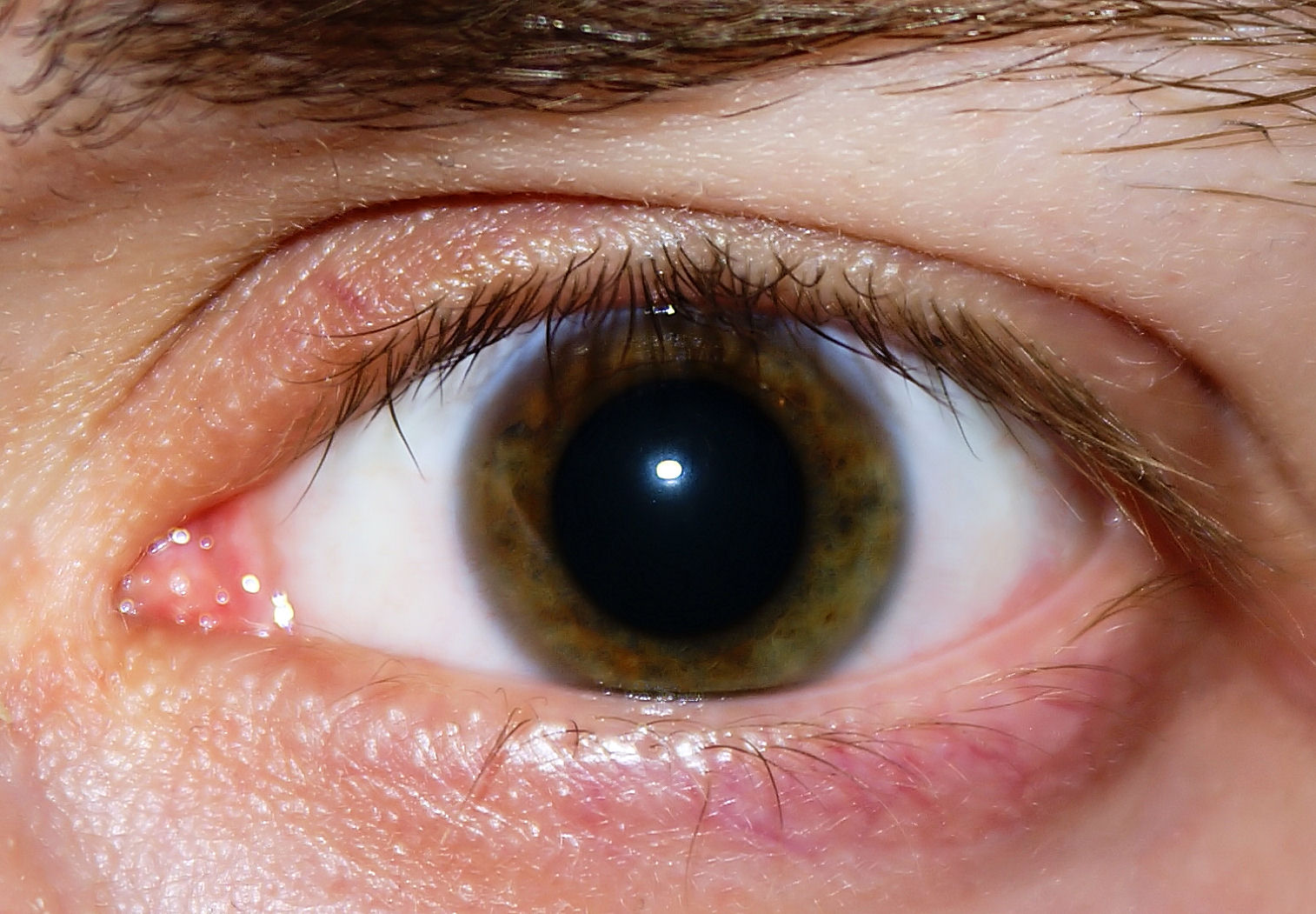
Piwne oko

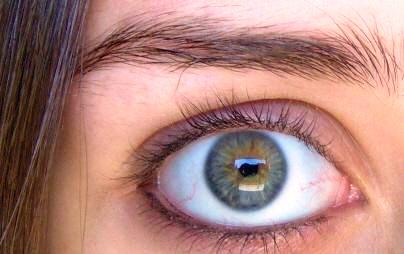
Niektóre kolory oczu są zbyt zmieszane, aby je prawidłowo zidentyfikować, i dla uproszczenia nazywane są piwnymi. To oko jest ciemnoszare z pomarańczowym dookoła środka i niebieskawo zielone na granicy

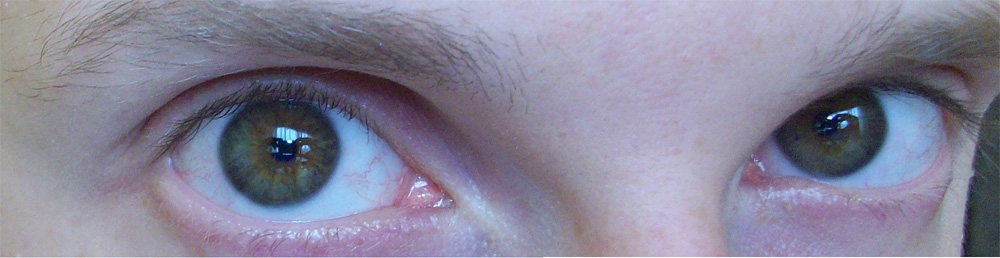
Ciemnozielone oczy z brązową aureolą. Również trudne do zdefiniowania

Piwny kolor oczu jest skutkiem połączenia rozpraszania Rayleigha i średniej ilości melaniny w przedgranicznej warstwie tęczówki. Wiele badań używających trzystopniowej skali oznaczyło „piwny” jako kolor pomiędzy brązowym a ciemnobrązowym. To może czasami dawać wielokolorową tęczówkę, np. oko, które jest brązowe blisko źrenicy, a ciemnoszare lub bursztynowe na zewnętrznych partiach źrenicy, kiedy jest otwarte na światło słoneczne.
Czasami są trudności w zdefiniowaniu „piwnego” koloru oczu, ponieważ często wydaje się być synonimem dla brązowego, a w innych przypadkach – dla zielonego. Został on określony jako jasny brązowy lub żółtawy brązowy, albo jako jaśniejszy odcień brązu. W Północnej Afryce określenie „piwne” jest często używane do opisania oczu, które zmieniły kolor, w zakresie od jasnobrązowego przez zielony, nawet do niebieskiego, w zależności, jaki kolor ubrania nosi dana osoba lub jaki kolor jest dominujący w jej bezpośrednim otoczeniu. Oczy, które zmieniły kolor tylko pomiędzy jasnymi kolorami oczu, na przykład niebieskim a zielonym, nie są nazywane piwnymi; pojęcie to dotyczy wyłącznie zmiennego koloru oczu, który zawiera brązowawy odcień.
W Ameryce Północnej określenie piwny (hazel – w istocie oznacza to „orzechowy”) używa się również do opisania zmiennego koloru oczu, ciężkiego do ustalenia, nawet w obrębie kolorów jasnych (niebieski, zielony i szary), na przykład szaro-niebieskie oko, w którym trudno jest określić dominujący kolor może być określane jako piwne.

### Bursztynowe

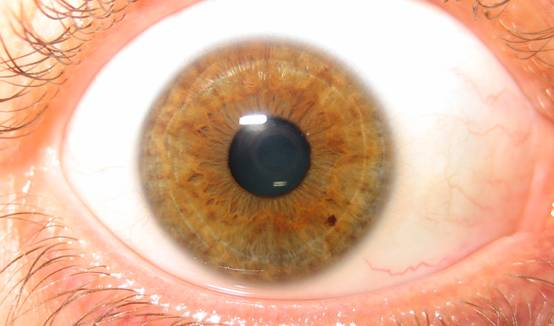
Bursztynowe oko

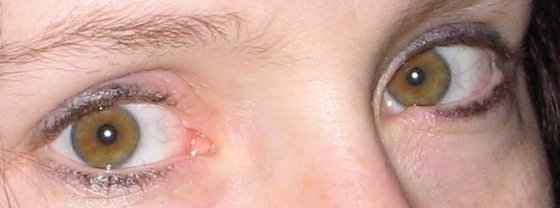
Ludzkie bursztynowe oczy, z widocznym zielonkawożółtym i rdzawomiedzianym odcieniem

Bursztynowe oczy są jednolitego koloru i mają silne zielonkawe/złote i rdzawe/miedziane zabarwienie. Może za to być odpowiedzialne wytrącanie się żółtego pigmentu, zwanego lipochromem, w tęczówce (który jest również obecny w zielonych i fioletowych oczach).
Żółte oczy niektórych gołębi zawierają żółty fluorescencyjny pigment znany jako pterydyna. Uważa się, że jasnożółte oczy puchacza wirginijskiego są skutkiem obecności pterydynowego pigmentu ksantopteryny w pewnych chromatoforach (zwanych ksantoforami) w podścielisku tęczówki. U ludzi żółte plamki lub łatki są najprawdopodobniej wywołane pigmentem lipofuscyna, znanym również jako lipochrom.

### Zielone

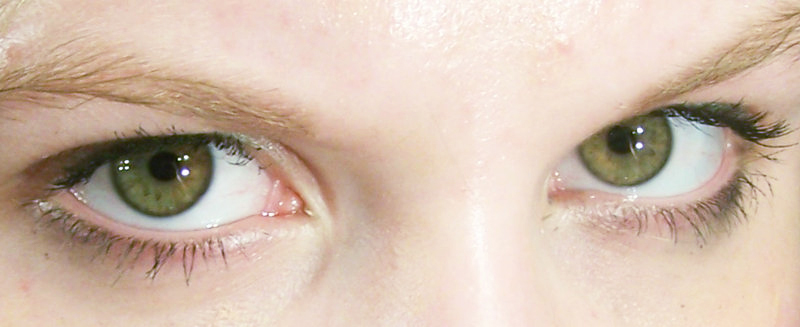
Zielone oczy

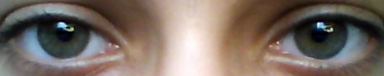
Naturalnie zielone oczy

Zielone oczy są wynikiem obecności małej lub umiarkowanej ilości melaniny, co jawi się pod lampą szczelinową jako niebieskie oko z małymi kropkami koloru piwnego, rozprowadzonymi na przodzie. Niebieski i piwny razem dają zielony, nie ma jednak zielonego pigmentu. Jeśli ilość pigmentu nieco wzrośnie, może on przykryć niebieski. Jeśli pigment przykryje niebieski całkowicie, oko może stać się piwne. Zielone oczy są mało rozpowszechnione, ale najczęściej spotykane są u Europejczyków, szczególnie w Irlandii i Europie Północnej.
Spośród Amerykanów o europejskim pochodzeniu, zielone oczy są najczęściej spotykane wśród tych o germańskim i celtyckim pochodzeniu, około 16%.

### Szare

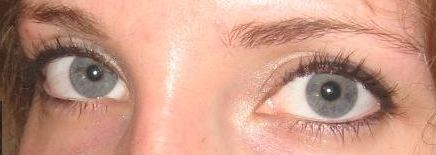
Szare oczy

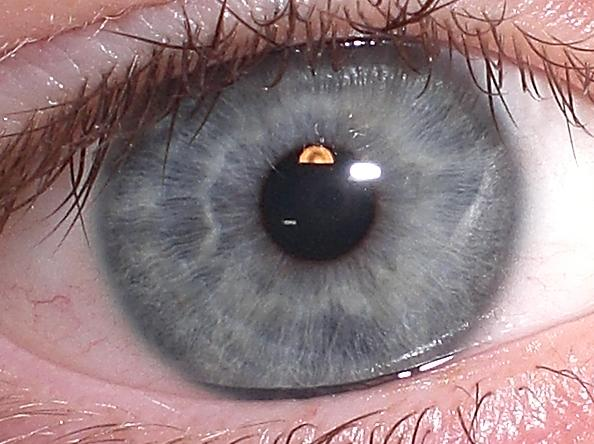
Niebieskoszare oko

Szare oczy, podobnie jak oczy niebieskie i zielone, posiadają melaninę w tylnej części tęczówki, podczas gdy przednia część tęczówki zawiera znikome jej ilości. Szary kolor oka podobny jest nieco do barwy niebieskiej, jednak szara tęczówka posiada większe ilości kolagenu, przez co światło zostaje w niej rozszczepione w inny sposób niż w tęczówce niebieskiej. Uwzględniając biologiczne aspekty kolorów oka, barwa szara jest barwą wypadkową niebieskiego i zielonego koloru oczu. Jednocześnie sugeruje się, że oczy szare, oraz niebieskie mogą mieć różne zawartości melaniny, niezależnie od barwy. Gdy tęczówka barwy szarej widziana jest w powiększeniu, wykazuje niekiedy tendencję do posiadania bardzo niewielkich ilości barw żółtej i brązowej w przedniej części tęczówki.
Szare oczy najczęściej występują w Europie Północnej i Wschodniej, północnej części Bałkanów, oraz w niektórych rejonach Azji Zachodniej. Szara barwa tęczówki spotykana była także pośród niektórych berberyjskich ludów Algierii w Afryce Północnej, jak i również pośród niektórych mieszkańców Bliskiego Wschodu, Azji Środkowej oraz Azji Południowej.

### Niebieskie

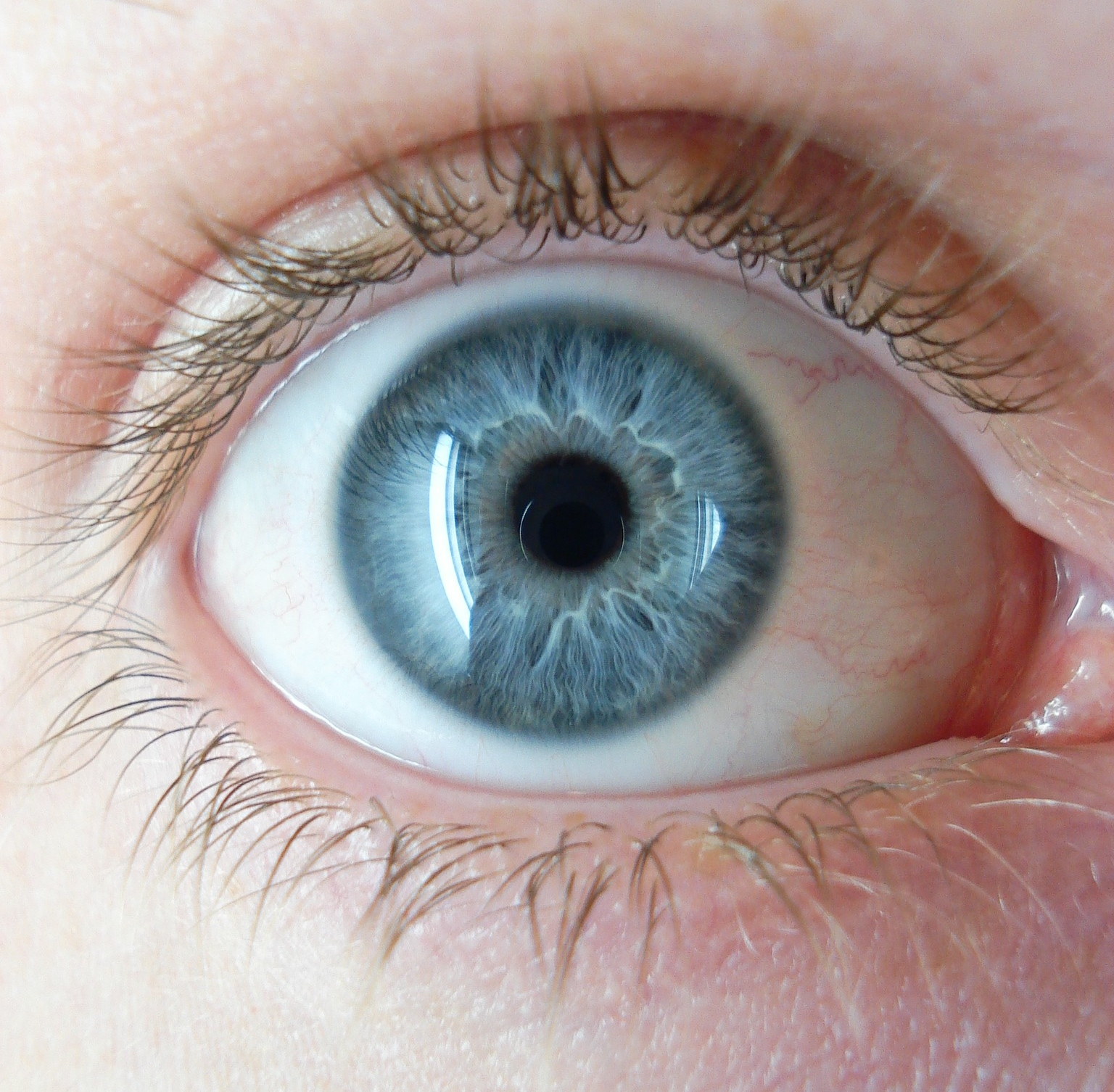
Niebieskie oko

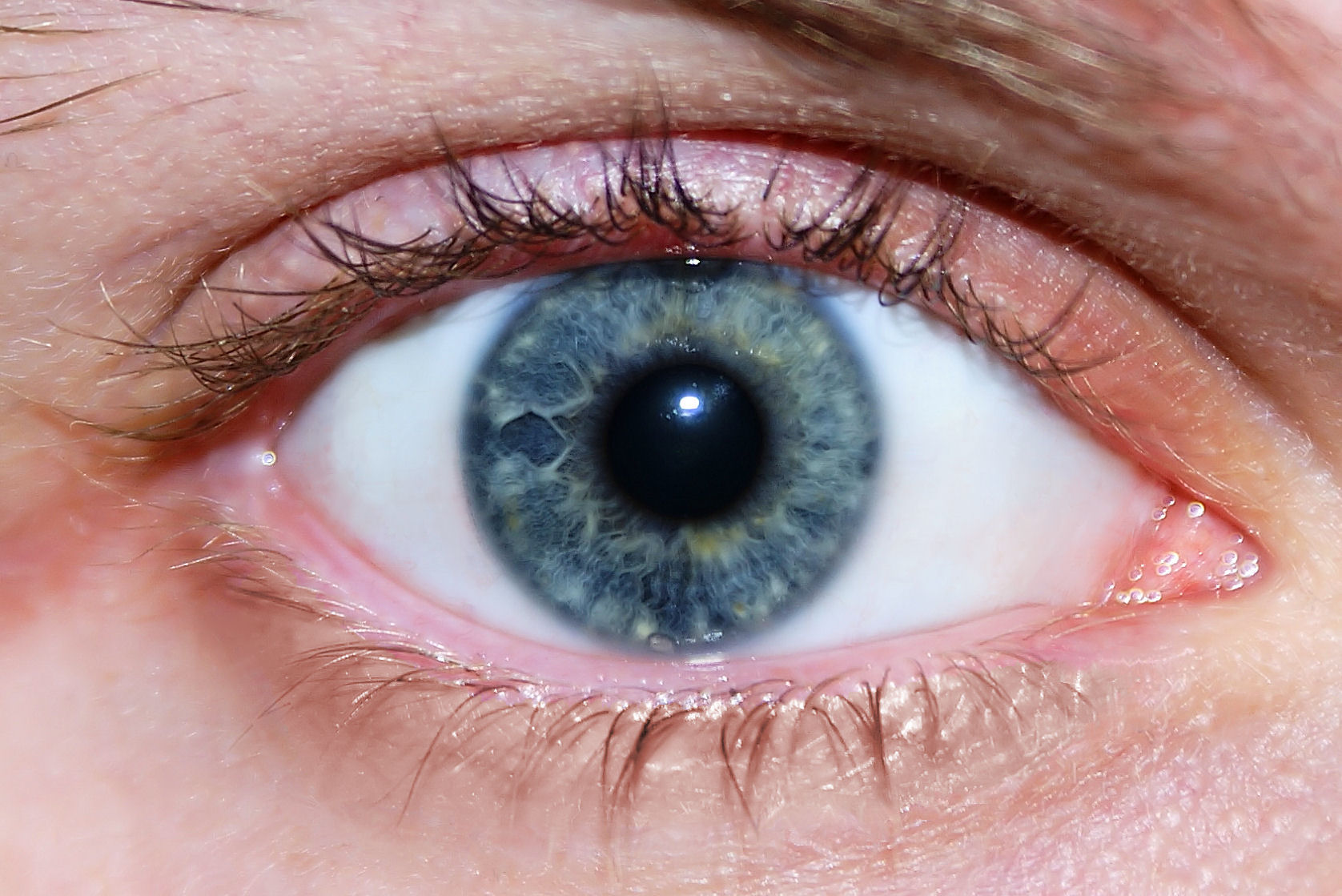
Niebieskie oko

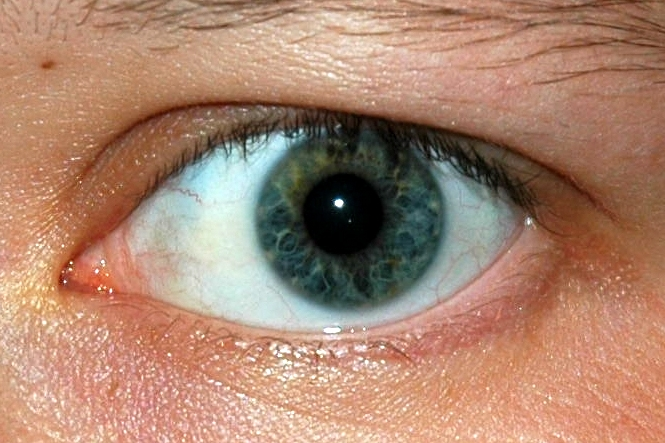
Niebieskozielone ludzkie oko

Główna teoria mówi, że niebieskie oczy pojawiły się z czasem, przez tysiąclecia przystosowywania się do zimniejszego klimatu. Na początku 2008 duńscy naukowcy odnaleźli nowy trop, mogący wyjaśnić genezę niebieskich oczu. Opierając się na długich badaniach prowadzonych wśród społeczności Danii, Jordanii i Turcji doszli do wniosku, że niebieska barwa oczu pojawiła się wskutek mutacji. Tę samą konkluzję wysnuł australijski naukowiec Richard Sturm z Uniwersytetu Queensland w Brisbane. Według nich mutacja miała miejsce ok. 10 000 lat temu. Jej rozprzestrzenienie się nastąpić miało wraz z wędrówką na północ, zaś wcześniej jedyną barwą była brązowa. Pojawienie się mutacji u jednego osobnika rodzi domysł naukowców, że współcześni ludzie mający niebieskie oczy wywodzą się od wspólnego przodka.
Niebieskie oczy zawierają bardzo niewielką ilość melaniny w podścielisku tęczówki; światło o dłuższych falach jest absorbowane przez leżący pod spodem pigment nabłonka tęczówki, a krótsze fale są odbijane dzięki rozpraszaniu Rayleigha. Obecna jest eumelanina – rodzaj melaniny. Wzór dziedziczności, towarzyszący niebieskim oczom, jest uznawany za podobny do cechy recesywnej.
Niebieskie oczy są stosunkowo powszechne w całej Europie i innych rejonach, zamieszkanych przez ludność pochodzenia europejskiego, takich jak: Kanada, USA, Australia oraz w kilku krajach Ameryki Południowej: Argentynie, Urugwaju, czy Brazylii. W pozostałych częściach świata są stosunkowo rzadkie. Około 8% populacji świata ma niebieskie oczy.
Finlandia i Litwa mają największy odsetek niebieskookich ludzi; jest to również kolor oczu bardzo powszechny w innych krajach leżących nad Morzem Bałtyckim. Pewne badanie wykazało, że niemal 90% Islandczyków ma niebieskie lub zielone oczy. Badania w 2002 r. udowodniły powszechne występowanie niebieskiego koloru oczu wśród przedstawicieli rasy białej o nie-latynoskim pochodzeniu w Stanach Zjednoczonych – odsetek wynosi 33,8% dla urodzonych między 1935 a 1950 r. oraz 57,4% dla urodzonych między 1899 a 1905.
Jako że produkcja melaniny rośnie w ciągu pierwszych kilku lat życia, niebieskie oczy dzieci mogą ściemnieć, kiedy staną się starsze.

### Fioletowe i czerwone

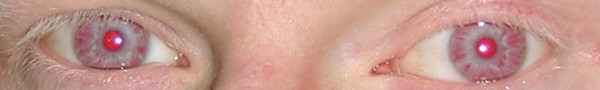
Fioletowo-czerwone oczy u osoby z albinizmem

Wrażenie fioletowych oczu jest wynikiem zmieszania czerwonych i niebieskich odbić. Fioletowe, oraz czerwone barwy tęczówki są niezwykle rzadkie, jako iż występują jedynie pośród ludzi dotkniętych albinizmem. Fioletowe oczy są niemal zupełnie pozbawione melaniny, natomiast oczy czerwone nie zawierają jej wcale. Od czasu pojawienia się nowych dowodów osobistych, istnieje możliwość oznaczenia barwy swoich oczu jako czerwonej.

### Wady wrodzone

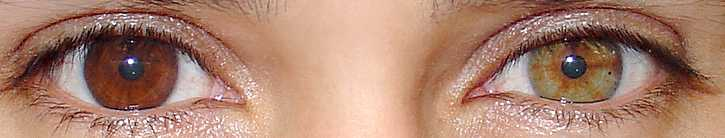
Różnobarwność tęczówek (heterochromia iridium): prawe oko tej kobiety ma brązową tęczówkę, a lewe – piwno-zieloną.

Jedną z wad wrodzonych jest heterochromia, czyli różnobarwność tęczówki oka lub obu oczu.

## W dokumentach
Od 2015 r. w Polsce kolor oczu nie jest podawany w dowodzie osobistym.